# Parafia Narodzenia Najświętszej Maryi Panny w Kryłowie
Parafia Narodzenia Najświętszej Maryi Panny w Kryłowie – rzymskokatolicka parafia należąca do dekanatu Hrubieszów-Południe diecezji zamojsko-lubaczowskiej. 
Parafia została utworzona w XV wieku. Mieści się przy ulicy Sokalskiej. Parafię prowadzą księża diecezjalni.
Do parafii należą wierni z następujących miejscowości: Gołębie, Górka-Zabłocie, Kosmów, Kryłów, Kryłów-Kolonia, Małków, Małków-Kolonia, Prehoryłe. 

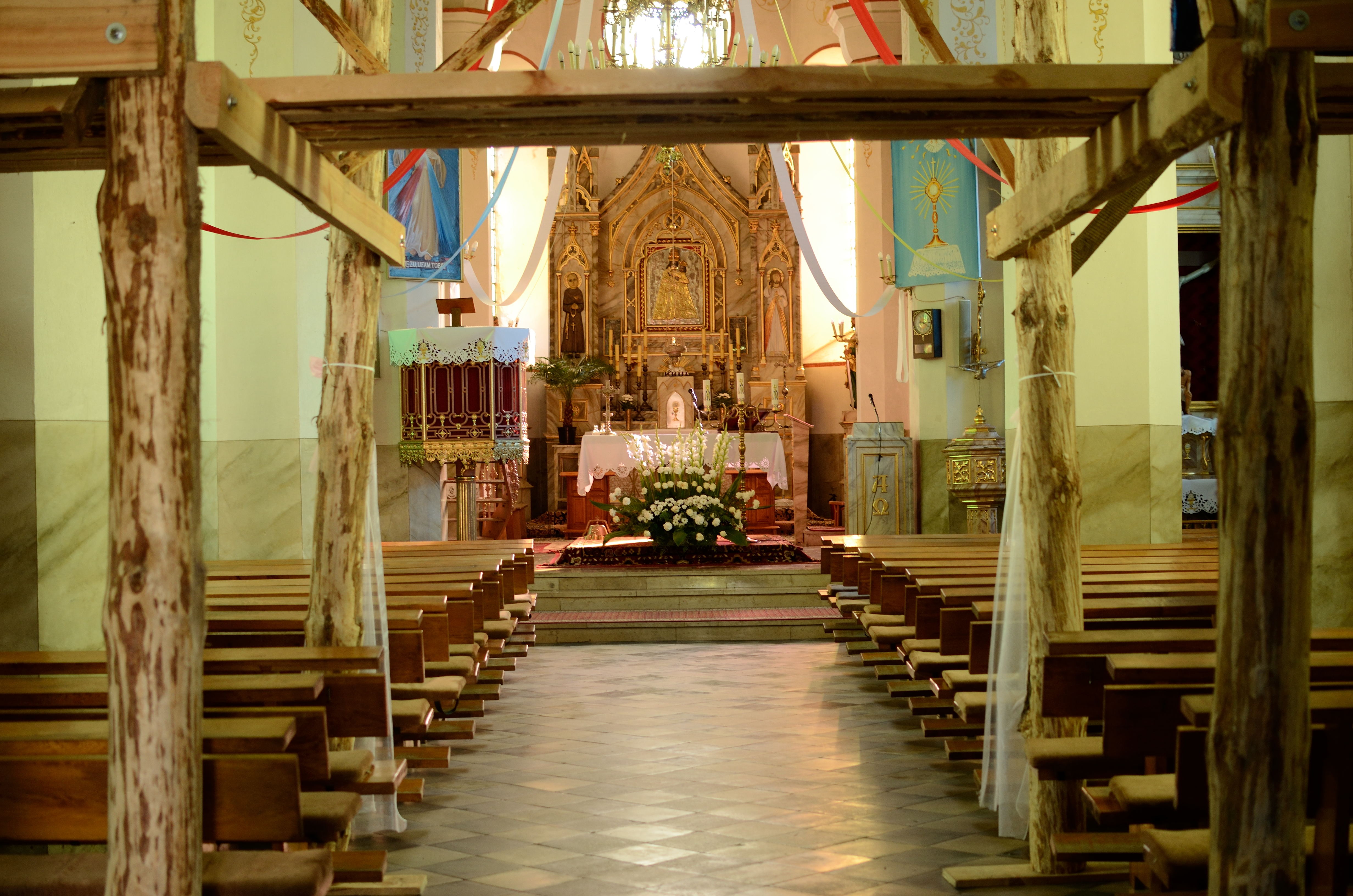
Wnętrze kościoła parafialnego
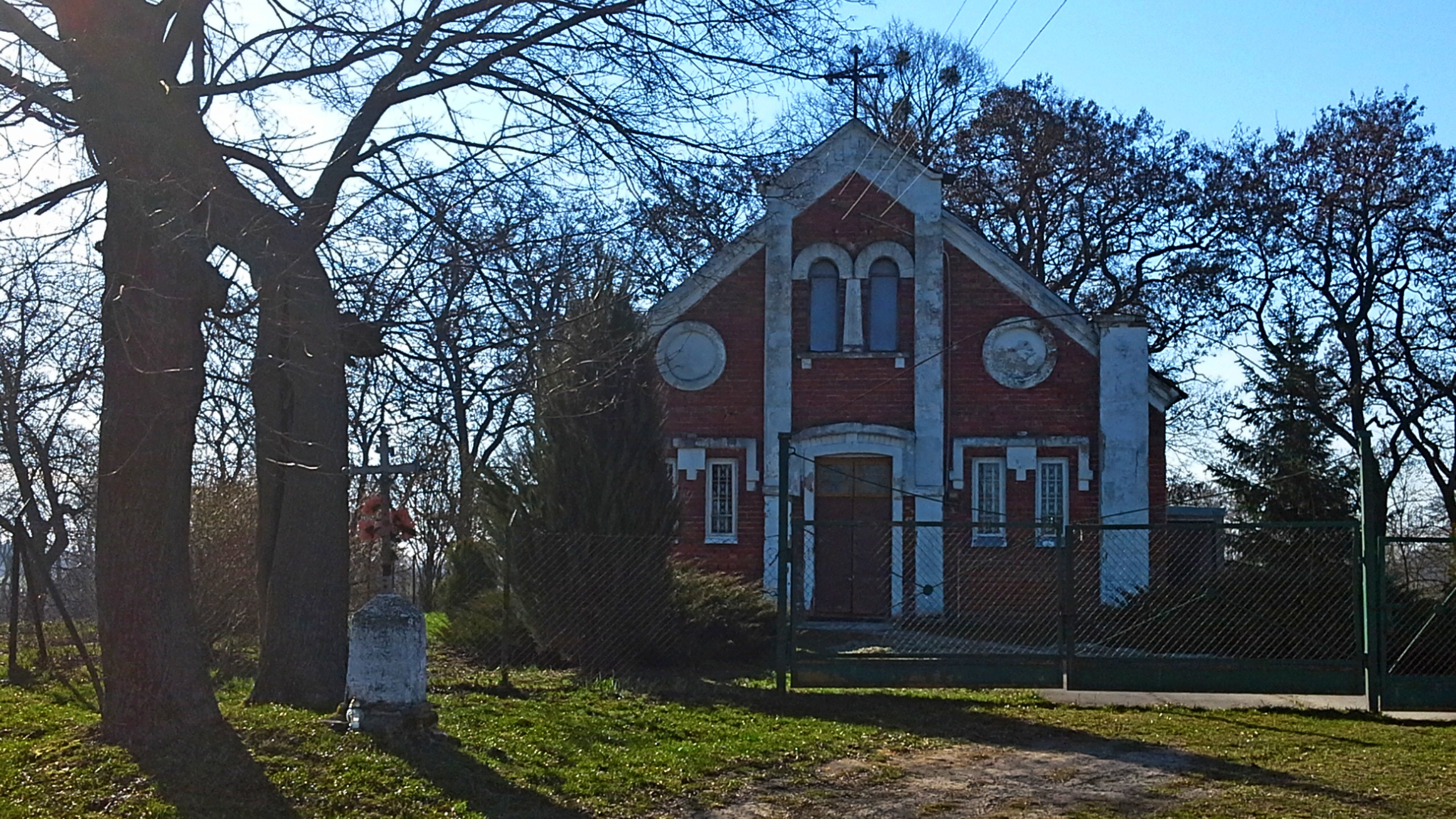
Kaplica filialna w Kosmowie
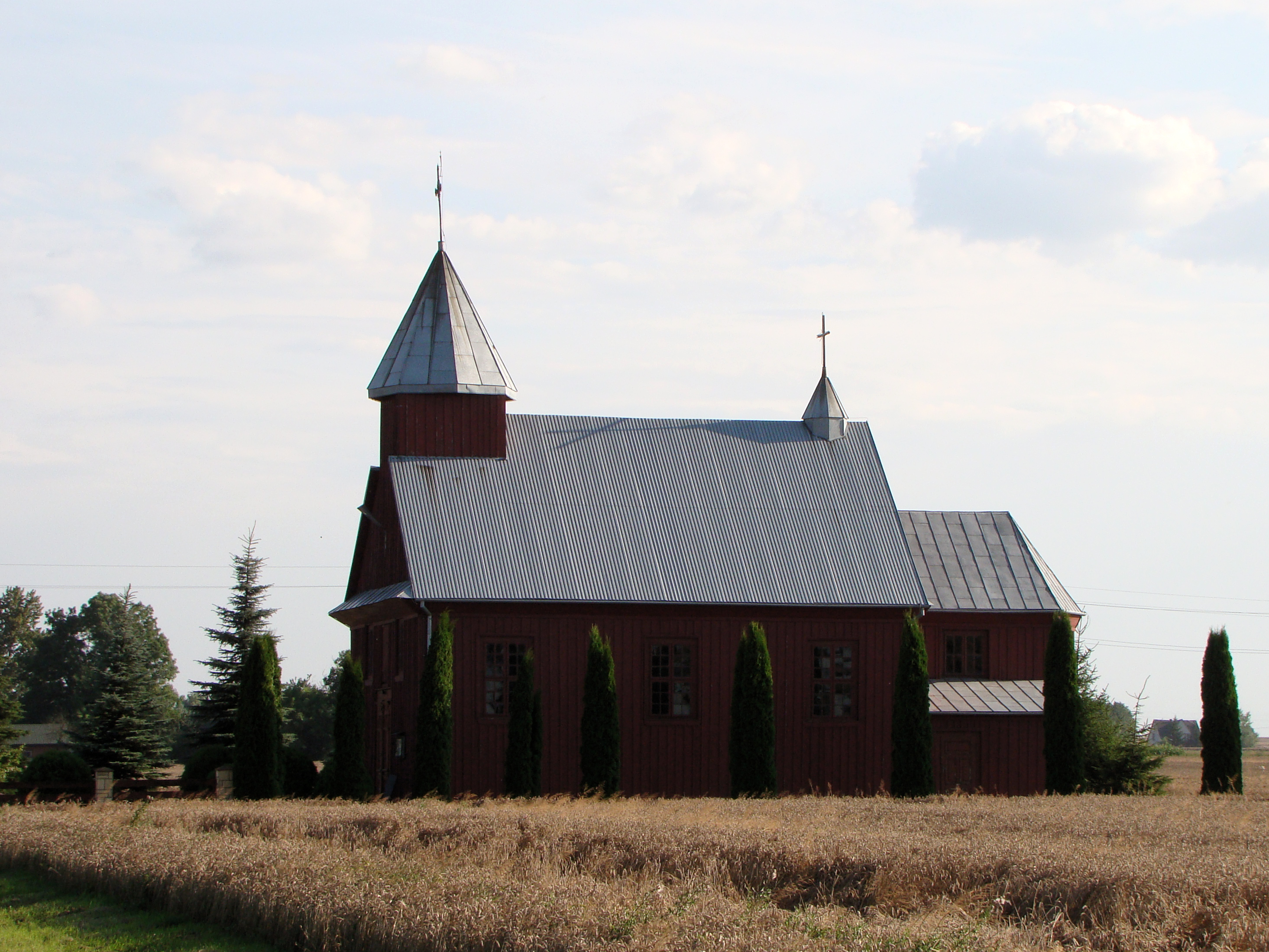
Kościół filialny w Górce-Zabłociu
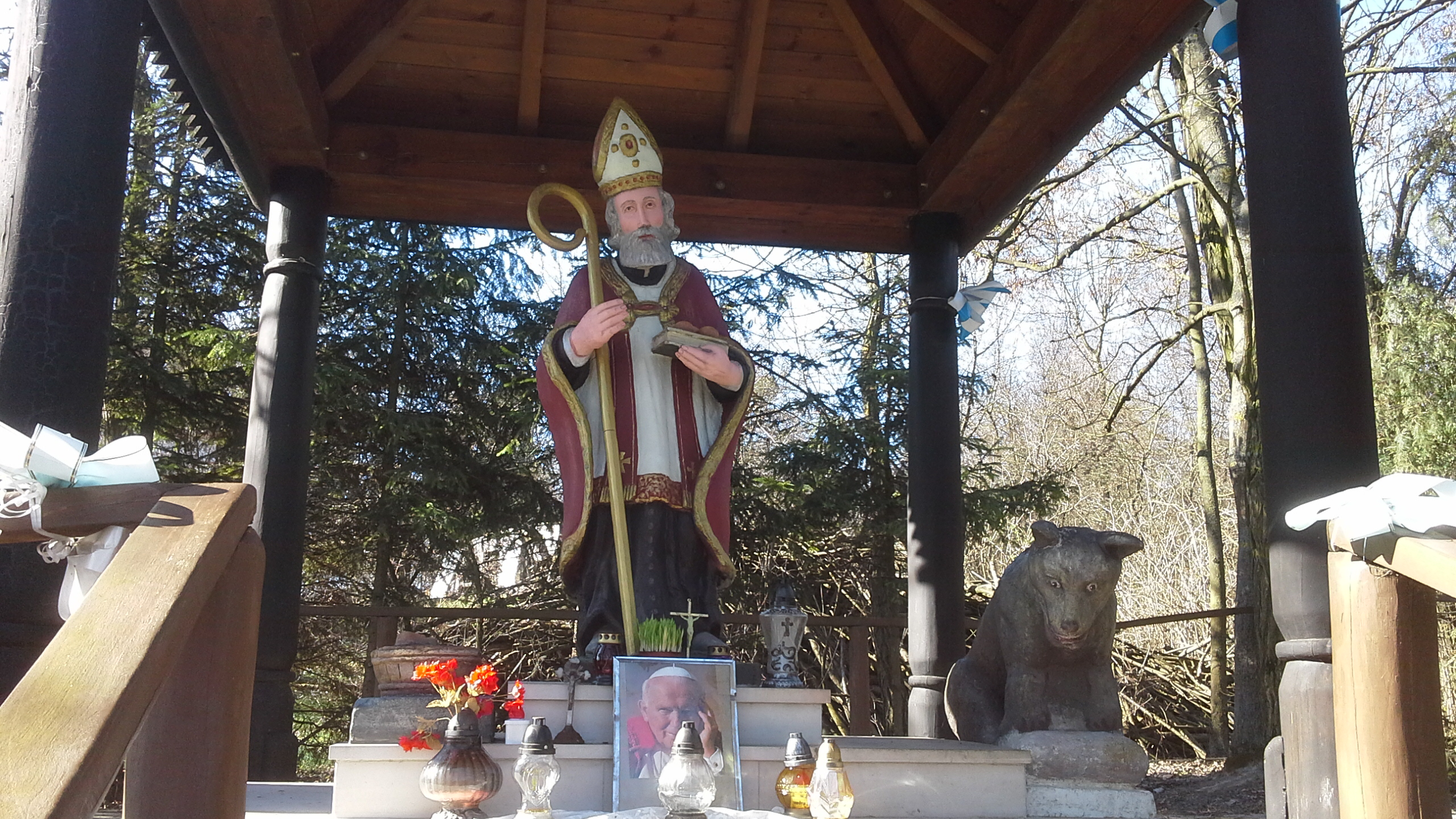
Kapliczka św. Mikołaja w Kryłowie-Kolonii